# Aufstand von Castle Hill

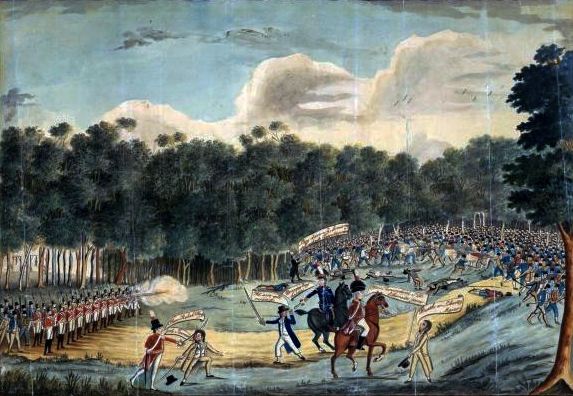
Schlacht von Vinegar Hill

Der Aufstand von Castle Hill ereignete sich 1804 in Castle Hill, einem heutigen Vorort von Sydney in Australien. Es war die einzige Rebellion in der australischen Geschichte, die blutig endete. Die irischen Sträflinge, die sich gegen die Obrigkeit erhoben hatten, wurden in der Schlacht von Vinegar Hill am 5. März 1804 vom New South Wales Corps unter Einsatz von Schusswaffen besiegt. Dabei kamen zahlreiche Rebellen zu Tode, ein großer Teil wurde ausgepeitscht und etwa 30 von ihnen deportierte man in die Kohlegruben eines weit entfernten Außenlagers. Neun wurden hingerichtet, darunter auch die beiden irischen Rebellenführer.

## Vorgeschichte
Die Ideen der Französischen Revolution von 1776 und der Amerikanische Unabhängigkeitskrieg von 1789 stärkten den Wunsch der Iren nach Freiheit. Der Aufstand gegen die Engländer wurde am Vinegar Hill im Jahr 1789 in Irland blutig niederschlagen. Zahlreiche rebellische Iren wurden anschließend von den Engländern verhaftet und zu einer langjährigen Deportation in die Sträflingskolonie Australien verurteilt. Auf den Schiffen, die die Iren nach Australien transportierten, war ihre Todesrate mit teilweise bis zu 37 Prozent extrem hoch. Etwa ein Viertel der Bevölkerung der Sträflingskolonie, die damals etwa 5000 Personen betrug, waren Iren. Daher war es nicht verwunderlich, dass bereits kurz nach ihrem Ankommen ab 1800 erste Widerstände gegen die englische Kolonialregierung in Sydney entstanden. Am 4. März 1804 kam zu einem gewaltsamen Aufstand, dessen Wurzeln in der Irischen Rebellion von 1798 liegen.

## Aufstand und Schlacht
Die Anführer der Rebellen waren der irische Rebell Phillip Cunningham, ein Steinmetz, der in der Siedlung Castle Hill Sträflingsarbeit verrichten musste, und William Johnston. Es gab zwar bereits erste Planungen für eine Rebellion im Februar 1804, aber wegen der schwierigen Koordination zwischen den weit auseinanderliegenden Siedlungen soll kein genauer Tag für den Beginn festgelegt worden sein. Als Signal zum Beginn der Rebellion sollte ein Feuer in Castle Hill gelegt werden, das bis nach Parramatta und Sydney erkennbar sein sollte. Dies geschah nach dem Sonnenuntergang am 4. März als sich um Castle Hill etwa 200 Rebellen versammelt hatten. Die fehlende Bewaffnung der Rebellen sollte aus den Beständen der Siedler erfolgen. Die Waffenbeschaffung verlief allerdings nicht wie erhofft, denn anschließend verfügte nur jeder zehnte Rebell über eine Schusswaffe, alle anderen hatten lediglich Beile und Stichwaffen. Anschließend sollte die Streitmacht der Rebellen nach Parramatta und weiter nach Sydney marschieren. Auf diesem Weg würde ihre Anzahl auf 1100 Sträflinge anwachsen, dies erhofften die Rebellen. Die Briten erfuhren von den Vorgängen in Castle Hill und bereits kurz vor Mitternacht wurde in Sydney der Generalalarm ausgelöst.
Am Morgen des 5. März führte Major George Johnston vom New South Wales Corps führte etwa 100 Soldaten und Reiter nach Parramatta. Die Streitmacht wurden hälftig aufgeteilt: Leutnant Davies führte ungefähr eine Hälfte nach Castle Hill und Major Johnston die andere nach Toongabbie, wo sich die Rebellen aufhielten. Major Johnston erreichten etwa 250 Rebellen an dem Hügelrücken, der später den Namen Vinegar Hill erhielt. Er und ein katholischer Priester wollten mit ihnen verhandeln, ein Blutvergießen sollte vermieden werden. Als die Rebellen weitere anrückende Soldaten sichteten, ergriffen Major Johnston und der Kavallerist Anlezark die Initiative und hielten die Rebellenführer mit ihren Handfeuerwaffen in Schach (siehe Gemälde weiter oben). Anschließend gab Major Georg Johnston den Befehl zum Feuern. Neun Rebellen fielen sofort, weitere wurden verwundet und sieben gefangen genommen. Anschließend wurden weitere drei Rebellen erschossen und 19 gefangen. Die Gegenwehr erlosch und die Rebellen flüchteten. Später kam es zur Hinrichtung von neun Rebellen, darunter auch die Anführer Phillip Cunningham und William Johnston. Zahlreiche Rebellen wurden ausgepeitscht oder in Eisen gelegt. Etwa 30 von ihnen wurden unverzüglich an den entfernten Außenposten Coal River bei Newport in den dortigen Kohleabbau deportiert.

## Name und Nachwirken
Der Name der Schlacht in Australien wurde in Anlehnung an die blutige Schlacht am Vinegar Hill in Irland verliehen. Die Auseinandersetzung in Australien wird auch häufig als zweite Schlacht von Vinegar Hill bezeichnet. Die Schlacht in Irland fand außerhalb von Enniscorthy im County Wexford in Irland am 21. Juni 1798 als über 15.000 englische Soldaten gegen 20.000 irische Rebellen antraten. Sie führte zur vernichtenden Niederschlagung der Rebellion.
In Australien ist der Aufstand Gegenstand des Geschichtsunterrichts in Schulen.
Im Castlebrook Memorial Park in Sydneys Vorort Rouse Hill erinnert ein Denkmal an dieses Ereignis. Es wurde 1988 aufgestellt.
Zum 200sten Jahrestag gab es in Australien Veranstaltungen zu dieser Thematik.